# Église de Brändö
L'église de Brändö (en suédois : Brändö kyrka) est une église en pierre située à Brändö, en Finlande.

## Description
L'église est dédiée à saint Jacques.
La tour carrée est en deux parties.
L'église est construite en 1748-1749.
En 1893, Elle est transportée à son emplacement actuel et agrandie selon les plans de David Lönnroth.
Le retable représentant la Résurrection est peint en 1881 par Alexandra Frosterus-Såltin.
L'orgue à 9 jeux est livré par la fabrique de Jens Zachariassen en 1912. Il est ensuite rénové en 1966 par Veikko Virtanen.

## Galerie

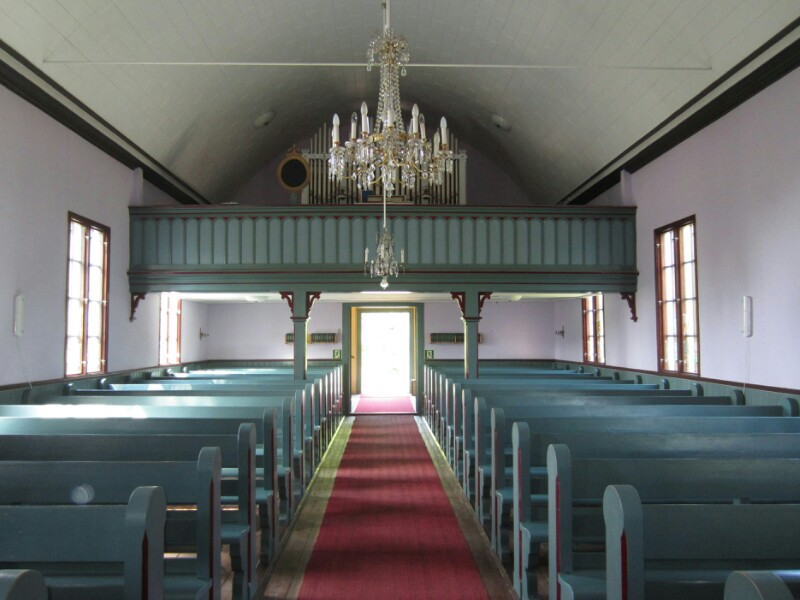
L'intérieur vu de l'autel.
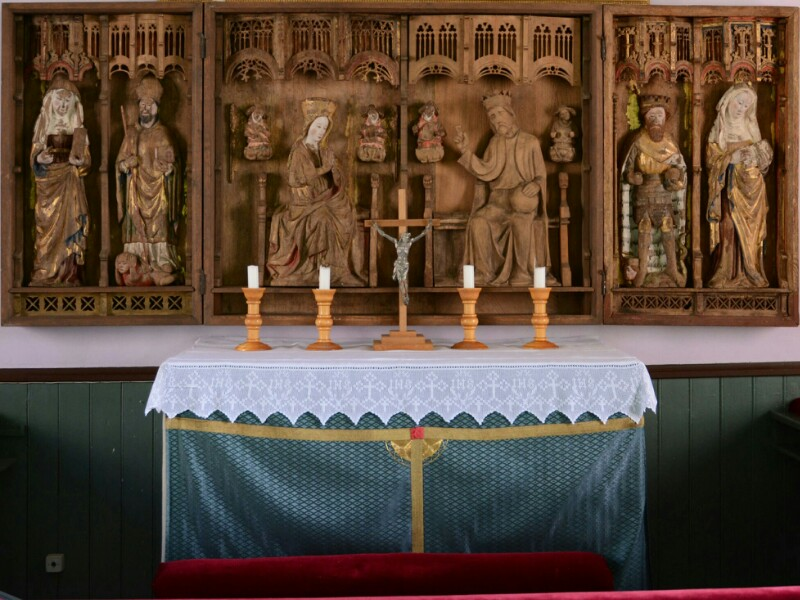
L'autel.
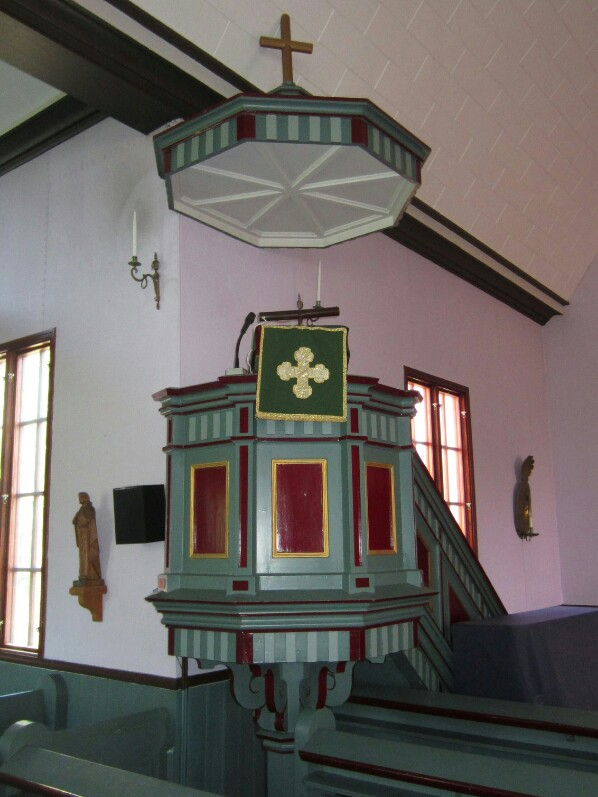
La chaire.
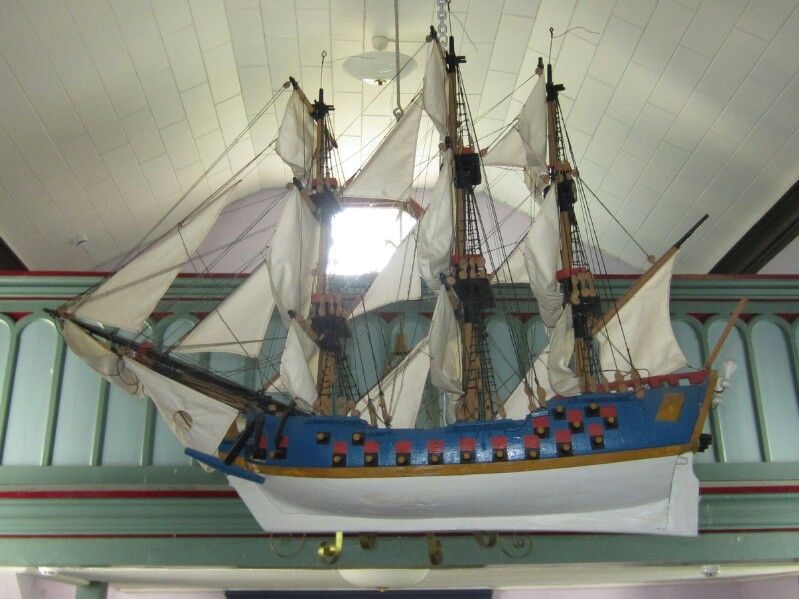
Ex-voto.